# Sc Heerenveen in het seizoen 2021/22 (vrouwen)
Het seizoen 2021/2022 was het 15e jaar in het bestaan van de Heerenveense vrouwenvoetbalclub sc Heerenveen. De club kwam uit in de Eredivisie en eindigde op de zevende plaats. In het toernooi om de KNVB beker reikte de ploeg tot de kwartfinale. Hierin was Excelsior te sterk met 2–1.

## Wedstrijdstatistieken

### Eredivisie
|                       | ADO Den Haag | Ajax      | VV Alkmaar | Excelsior | Feyenoord | PEC Zwolle | PSV       | FC Twente |
| --------------------- | ------------ | --------- | ---------- | --------- | --------- | ---------- | --------- | --------- |
| Thuis                 | 1 – 0        | 0 – 4     | 3 – 0      | 1 – 1     | 0 – 1     | 1 – 1      | 0 – 1     | 0 – 2     |
| Uit                   | 1 – 0        | 2 – 1     | 0 – 0      | 2 – 2     | 2 – 2     | 3 – 1      | 4 – 1     | 8 – 0     |
| Derde competitieronde | 0 – 4 (T)    | 0 – 2 (T) | 3 – 2 (U)  | 3 – 0 (T) | 2 – 0 (T) | 1 – 1 (U)  | 1 – 0 (U) | 3 – 0 (U) |

| Speelronde 2                                                                         | Feyenoord                                                                                 | 2 – 2 (0 – 1)               | sc Heerenveen                                                                           | Opstelling sc Heerenveen |
| 3 september 2021 Aanvangstijd: 19.30 uur Plaats: Rotterdam Sportcomplex Varkenoord   | Romée van de Lavoir 49', 90+2' Cheyenne van den Goorbergh 66' Annouk Boshuizen 90+5'      | Wedstrijdverslag[dode link] | 28', 72' Chimera Ripa 67' Merel Bormans 68' Dana Philippo                               | Dinkla, J. Van der Veen, R. van der Veen, Huls, Bormans ( 70' Nijstad), Foederer, Philippo, Kerkhof ( 69' Buikema), Van de Ven ( 90+3' Pietersma), Ripa, Van Dijk                              |
| Speelronde 3                                                                         | sc Heerenveen                                                                             | 3 – 0 (3 – 0)               | VV Alkmaar                                                                              | Opstelling sc Heerenveen |
| 10 september 2021 Aanvangstijd: 19.30 uur Plaats: Heerenveen Sportpark Skoatterwald  | Roos van der Veen 17' Chimera Ripa 36' Zoï van de Ven 42'                                 | Wedstrijdverslag[dode link] |                                                                                         | Dinkla, J. Van der Veen, R. van der Veen, Huls, Bormans, Van de Ven ( 84' Pietersma), Foederer ( 76' Buikema), Philippo, Kerkhof ( 76' Nijstad), Ripa ( 89' Meijer), McFarland ( 46' Van Dijk) |
| Speelronde 4                                                                         | Ajax                                                                                      | 2 – 1 (0 – 0)               | sc Heerenveen                                                                           | Opstelling sc Heerenveen |
| 24 september 2021 Aanvangstijd: 19.30 uur Plaats: Amsterdam Sportpark De Toekomst    | Chasity Grant 50' Kay-lee de Sanders 84' Eshly Bakker 90'                                 | Wedstrijdverslag            | 78' Roos van der Veen                                                                   | Dinkla, J. Van der Veen, R. van der Veen, Huls, Bormans ( 64' Nijstad), Van de Ven ( 77' Meijer), Foederer, Philippo, Kerkhof ( 46' Van Dijk), Ripa, McFarland                                 |
| Speelronde 5                                                                         | sc Heerenveen                                                                             | 1 – 1 (0 – 1)               | PEC Zwolle                                                                              | Opstelling sc Heerenveen |
| 1 oktober 2021 Aanvangstijd: 19.30 uur Plaats: Heerenveen Sportpark Skoatterwald     | Chimera Ripa 88'                                                                          | Wedstrijdverslag            | 20' Marushka van Olst 25' Kely Pruim                                                    | Dinkla, J. Van der Veen, R. van der Veen, Huls, Bormans, Van de Ven ( 69' Nijstad), Foederer ( 77' Meijer), Philippo, Kerkhof, Ripa, Van Dijk                                                  |
| Speelronde 6                                                                         | PSV                                                                                       | 4 – 1 (1 – 1)               | sc Heerenveen                                                                           | Opstelling sc Heerenveen |
| 8 oktober 2021 Aanvangstijd: 19.30 uur Plaats: Eindhoven PSV Campus De Herdgang      | Desiree van Lunteren 3', 64' Maruschka Waldus 58' Naomi Pattiwael 73'                     | Wedstrijdverslag            | 22' Jet van der Veen 45+2' Zoï van de Ven 53' Dana Foederer                             | Dinkla, J. Van der Veen, R. van der Veen, Huls ( 86' Huizenga), Bormans, Van de Ven ( 90+2' Buikema), Foederer, Philippo, Kerkhof ( 61' Nijstad), Ripa, Van Dijk                               |
| Speelronde 7                                                                         | sc Heerenveen                                                                             | 1 – 1 (1 – 1)               | Excelsior                                                                               | Opstelling sc Heerenveen |
| 15 oktober 2021 Aanvangstijd: 19.30 uur Plaats: Heerenveen Sportpark Skoatterwald    | Chimera Ripa 9' Nina Nijstad 29'                                                          | Wedstrijdverslag            | 20' Naomi Piqué 55' Joy Kersten                                                         | Dinkla, J. Van der Veen, R. van der Veen ( 45+5' Meijer), Huls, Bormans, McFarland, Nijstad ( 83' Pietersma), Buikema, Van de Ven ( 65' Kerkhof), Ripa, Van Dijk                               |
| Speelronde 8                                                                         | FC Twente                                                                                 | 8 – 0 (4 – 0)               | sc Heerenveen                                                                           | Opstelling sc Heerenveen |
| 29 oktober 2021 Aanvangstijd: 19.30 uur Plaats: Enschede Het Diekman                 | Renate Jansen Fenna Kalma 31', 38', 69', 77' Danique Ypema 80'                            | Wedstrijdverslag            | 56' Merel Bormans                                                                       | Dinkla, J. Van der Veen ( 66' Duppen), Meijer, Huls, Bormans, Kerkhof ( 66' Pietersma), Foederer, McFarland, Van de Ven ( 46' Nijstad), Ripa, Van Dijk                                         |
| Speelronde 9                                                                         | sc Heerenveen                                                                             | 1 – 0 (1 – 0)               | ADO Den Haag                                                                            | Opstelling sc Heerenveen |
| 5 november 2021 Aanvangstijd: 19.30 uur Plaats: Heerenveen Sportpark Skoatterwald    | Zoï van de Ven 16' Dana Foederer 88'                                                      | Wedstrijdverslag            | 81' Gwyneth Hendriks                                                                    | Dinkla, J. Van der Veen, Duppen ( 46' Kerkhof), Meijer ( 90+3' Huls), Bormans, Pietersma ( 46' Van Dijk), Foederer, Nijstad ( 74' Makken), Van de Ven, Ripa, McFarland ( 89' Van Beijeren)     |
| Speelronde 10                                                                        | sc Heerenveen                                                                             | 0 – 1 (0 – 0)               | Feyenoord                                                                               | Opstelling sc Heerenveen |
| 12 november 2021 Aanvangstijd: 19.30 uur Plaats: Heerenveen Sportpark Skoatterwald   | Jet van der Veen 90+5'                                                                    | Wedstrijdverslag            | 51' Samantha van Diemen 86' Cheyenne van den Goorbergh 90+3' Sophie Cobussen            | Dinkla, Nijstad, Duppen ( 69' Buikema), Bormans, J, Van der Veen, Van de Ven ( 77' Kerkhof), Philippo ( 69' Meijer), Foederer ( 90+1' Huls), Van Dijk, Ripa, McFarland                         |
| Speelronde 11                                                                        | Vrij                                                                                      | Vrij                        | Vrij                                                                                    | Vrij |
| Speelronde 12                                                                        | Excelsior                                                                                 | 2 – 2 (1 – 1)               | sc Heerenveen                                                                           | Opstelling sc Heerenveen |
| 3 december 2021 Aanvangstijd: 19.30 uur Plaats: Rotterdam Van Donge & De Roo Stadion | Lieve van Vliet 17' Sabrine Ellouzi 45+1' Daniëlle Noordermeer 78'                        | Wedstrijdverslag            | 11' Dana Philippo 21' Kristen McFarland 51' Merel Bormans 70' Chimera Ripa              | Dinkla, Meijer, Duppen, Bormans, J, Van der Veen, Kerkhof ( 61' Van de Ven), Philippo, Foederer, Van Dijk ( 78' Nijstad), Ripa, McFarland                                                      |
| Speelronde 13                                                                        | sc Heerenveen                                                                             | 0 – 1 (0 – 1)               | PSV                                                                                     | Opstelling sc Heerenveen |
| 12 december 2021 Aanvangstijd: 12.15 uur Plaats: Heerenveen Sportpark Skoatterwald   | Kristen McFarland 42'                                                                     | Wedstrijdverslag            | 4' (pen.) Desiree van Lunteren 59' Anika Rodriguez 88' Pattiwael 90+4' Jeslynn Kuijpers | Dinkla, Van der Veen ( 86' Buikema), Meijer, Bormans, Duppen, Kerkhof, Philippo, Foederer ( 72' Van de Ven), Van Dijk ( 72' Nijstad), Ripa, McFarland                                          |
| Speelronde 14                                                                        | PEC Zwolle                                                                                | 3 – 1 (1 – 1)               | sc Heerenveen                                                                           | Opstelling sc Heerenveen |
| 17 december 2021 Aanvangstijd: 19.30 uur Plaats: Zwolle MAC³PARK stadion             | Marushka van Olst 42' Danique Noordman 51' Evi Maatman 66'                                | Wedstrijdverslag            | 11' Kristen McFarland                                                                   | Dinkla, Van der Veen, Meijer ( 85' Buikema), Bormans, Duppen, Kerkhof ( 74' Nijstad), Philippo, Foederer ( 69' Van de Ven), Van Dijk, McFarland, Ripa                                          |
| Speelronde 15                                                                        | VV Alkmaar                                                                                | 0 – 0 (0 – 0)               | sc Heerenveen                                                                           | Opstelling sc Heerenveen |
| 14 januari 2022 Aanvangstijd: 19.30 uur Plaats: Alkmaar Sportpark Robonsbosweg       |                                                                                           | Wedstrijdverslag            | 58' Dana Philippo 59' Chimera Ripa                                                      | Van der Wal, Kerkhof, Meijer, Bormans, Duppen, Nijstad ( 72' Huls), Philippo, Foederer ( 82' Van der Veen), Van Dijk, Ripa, Van de Ven                                                         |
| Speelronde 17                                                                        | ADO Den Haag                                                                              | 1 – 0 (1 – 0)               | sc Heerenveen                                                                           | Opstelling sc Heerenveen |
| 4 februari 2022 Aanvangstijd: 19.30 uur Plaats: Den Haag Cars Jeans Stadion          | Jannette van Belen 25' 66' Jaimy Ravensbergen 67'                                         | Wedstrijdverslag            | 89' Dana Philippo 90+5' Jet van der Veen                                                | Dinkla, Kerkhof ( 46' Foederer), Meijer ( 90' Huls), Bormans, Duppen, Van der Veen, Philippo, Nijstad ( 85' Makken), Van Dijk ( 64' Buikema), Ripa, Van de Ven                                 |
| Speelronde 16 (inhaalduel)                                                           | sc Heerenveen                                                                             | 0 – 4 (0 – 2)               | Ajax                                                                                    | Opstelling sc Heerenveen |
| 9 februari 2022 Aanvangstijd: 19.30 uur Plaats: Heerenveen Sportpark Skoatterwald    | Dana Foederer 59'                                                                         | Wedstrijdverslag            | 19' Chasity Grant 40', 59' (pen.) Romée Leuchter 84' Nikita Tromp                       | Dinkla, Van der Veen, Meijer, Bormans ( 72' Pietersma), Duppen, Kerkhof, Nijstad ( 90' Van Beijeren), Foederer, Buikema, Van Dijk, Huizenga ( 63' Makken)                                      |
| Speelronde 18                                                                        | sc Heerenveen                                                                             | 0 – 2 (0 – 1)               | FC Twente                                                                               | Opstelling sc Heerenveen |
| 27 februari 2022 Aanvangstijd: 12.15 uur Plaats: Heerenveen Skoatterwâld             |                                                                                           | Wedstrijdverslag            | 37', 68' Fenna Kalma 70' Kim Everaerts                                                  | Dinkla, Van der Veen, Meijer, Bormans, Nijstad, Kerkhof, Philippo ( 74' Huls), Foederer, Buikema, Ripa, Van de Ven                                                                             |
| Speelronde 19                                                                        | sc Heerenveen                                                                             | 2 – 0 (0 – 0)               | Excelsior                                                                               | Opstelling sc Heerenveen |
| 4 maart 2022 Aanvangstijd: 19.30 uur Plaats: Heerenveen Sportpark Skoatterwald       | Chimera Ripa 21' Elze Huls 55' Eef Kerkhof 86' (pen.)                                     | Wedstrijdverslag            | 85' Beau Rijks                                                                          | Van der Wal, Van Vilsteren ( 89' De Goede), Huls, Bormans, Van der Veen, Nijstad ( 46' Huizenga), Kerkhof, Philippo, Foederer, Buikema ( 74' Van Beijeren, Ripa ( 84' Teijema)                 |
| Speelronde 20                                                                        | VV Alkmaar                                                                                | 3 – 2 (1 – 0)               | sc Heerenveen                                                                           | Opstelling sc Heerenveen |
| 11 maart 2022 Aanvangstijd: 19.30 uur Plaats: Alkmaar Sportpark Robonsbosweg         | Sanne Koopman 24' Nicole Stoop 25' Alieke Tuin 38' Annemiek Kruijthof 60' Femke Prins 63' | Wedstrijdverslag            | 57' 85' Dana Foederer 90+1' Jet van Beijeren                                            | Dinkla, Meijer, Huls ( 73' De Goede), Bormans, Nijstad, Kerkhof, Philippo ( 46' Van Vilsteren), Foederer ( 87' Makken), Buikema ( 82' Van Beijeren, Van de Ven, Ripa                           |
| Speelronde 21                                                                        | sc Heerenveen                                                                             | 0 – 4 (0 – 3)               | ADO Den Haag                                                                            | Opstelling sc Heerenveen |
| 25 maart 2022 Aanvangstijd: 19.30 uur Plaats: Heerenveen Sportpark Skoatterwald      |                                                                                           | Wedstrijdverslag            | 21' Jaimy Ravensbergen 24', 62' Jannette van Belen 26' (e.d.) Eef Kerkhof               | Dinkla, Van der Veen, Meijer, Bormans, Nijstad, Kerkhof, Foederer, Pietersma, Buikema, Van Dijk ( 46' Van Beijeren, Van de Ven                                                                 |
| Speelronde 22                                                                        | PSV                                                                                       | 1 – 0 (0 – 0)               | sc Heerenveen                                                                           | Opstelling sc Heerenveen |
| 1 april 2023 Aanvangstijd: 19.30 uur Plaats: Eindhoven PSV Campus De Herdgang        | Naomi Pattiwael 60'                                                                       | Wedstrijdverslag            |                                                                                         | Dinkla, Van der Veen, Meijer, Bormans, Pietersma, Nijstad, Foederer, Buikema, Makken ( 81' Van Vilsteren, Ripa ( 72' Van Beijeren), Huizenga                                                   |
| Speelronde 23                                                                        | FC Twente                                                                                 | 3 – 0 (1 – 0)               | sc Heerenveen                                                                           | Opstelling sc Heerenveen |
| 22 april 2022 Aanvangstijd: 19.30 uur Plaats: Enschede Het Diekman                   | Renate Jansen 11' Kayleigh van Dooren 55' Ella Peddemors 65'                              |                             |                                                                                         | Dinkla, Van der Veen ( 82' Pietersma), Meijer, Bormans, Kerkhof ( 73' Philippo), Nijstad, Foederer ( 73' Huls), Buikema ( 62' Van Ginkel), Van Dijk ( 73' Huizenga, Ripa, Van de Ven           |
| Speelronde 24                                                                        | sc Heerenveen                                                                             | 0 – 2 (0 – 1)               | Ajax                                                                                    | Opstelling sc Heerenveen |
| 29 april 2022 Aanvangstijd: 19.30 uur Plaats: Heerenveen Sportpark Skoatterwald      |                                                                                           | Wedstrijdverslag            | 21' Romée Leuchter 66' Stefanie van der Gragt 84' Nadine Noordam                        | Dinkla, Van der Veen ( 90' De Goede), Meijer, Bormans, Huls ( 71' Buikema), Kerkhof, Philippo ( 71' Pietersma), Foederer ( 90' Van Vilsteren), Nijstad, Ripa, Van de Ven ( 80' Makken)         |
| Speelronde 25                                                                        | Vrij                                                                                      | Vrij                        | Vrij                                                                                    | Vrij |
| Speelronde 26                                                                        | PEC Zwolle                                                                                | 1 – 1 (0 – 1)               | sc Heerenveen                                                                           | Opstelling sc Heerenveen |
| 13 mei 2022 Aanvangstijd: 19.30 uur Plaats: Zwolle Sportpark Be Quick ‘28            | Karli White 88'                                                                           | Wedstrijdverslag            | 16' (pen.) Merel Bormans                                                                | Dinkla, Kerkhof ( 90' De Goede), Meijer, Bormans, Nijstad ( 82' Van Dijk), Van Ginkel ( 60' Pietersma), Philippo ( 90+2' Van Beijeren), Foederer ( 46' Van der Veen), Ripa, Van de Ven         |
| Speelronde 27                                                                        | sc Heerenveen                                                                             | 2 – 0 (2 – 0)               | Feyenoord                                                                               | Opstelling sc Heerenveen |
| 20 mei 2022 Aanvangstijd: 19.30 uur Plaats: Heerenveen Sportpark Skoatterwald        | Jet van der Veen 26' Dana Foederer 40' Zoï van de Ven 45'                                 | Wedstrijdverslag            | 84' Manique de Vette                                                                    | Dinkla, Van der Veen ( 88' Van Beijeren), Meijer, Bormans, Kerkhof, Van Ginkel ( 77' Pietersma), Philippo ( 88' Van Vilsteren), Foederer ( 67' Nijstad), Buikema, Ripa, Van de Ven             |

### KNVB beker
| Achtste finale                                                                 | VV Alkmaar                                                                   | 5 – 6 (0 – 0, 3 – 3) n.v. | sc Heerenveen                                                                                       | Opstelling sc Heerenveen |
| 19 februari 2022 Aanvangstijd: 19.00 uur Plaats: Alkmaar Robonsbosweg          | Sanne Koopman 1', 89' (pen.), 92' Alieke Tuin 45' Zoï van de Ven 119' (e.d.) | Wedstrijdverslag          | 4' Nikée van Dijk 68' (pen.) Zoï van de Ven 83' Nina Nijstad 100' Elze Huls 104', 106' Chimera Ripa | Dinkla, Van der Veen, Huls, Bormans, Van Vilsteren ( 77' Meijer), Philippo, Foederer, Kerkhof ( 71' Van de Ven), Nijstad, Buikema ( 71' Huizenga), Ripa    |
| Kwartfinale                                                                    | sc Heerenveen                                                                | 1 – 2 (1 – 1)             | Excelsior                                                                                           | Opstelling sc Heerenveen |
| 8 maart 2022 Aanvangstijd: 19.30 uur Plaats: Heerenveen Sportpark Skoatterwald | Dana Foederer 38'                                                            | Wedstrijdverslag          | 10' Nikki Ridder 47' Naomi Piqué                                                                    | Van der Wal, Van der Veen, Meijer, Foederer ( 80' Huls), Bormans, Buikema, Philippo, Nijstad ( 104' Kerkhof), Van de Ven, Van Dijk ( 114' Pietersma), Ripa |

## Statistieken sc Heerenveen 2021/2022

### Eindstand sc Heerenveen in de Nederlandse Eredivisie Vrouwen 2021 / 2022
| Stand | Gespeeld | Gewonnen | Gelijk | Verloren | Punten | Doelpunten voor | Doelpunten tegen | Gele kaarten | Rode kaarten |
| ----- | -------- | -------- | ------ | -------- | ------ | --------------- | ---------------- | ------------ | ------------ |
| 7e    | 24       | 4        | 6      | 14       | 18     | 21              | 46               | 18           | 0            |

### Topscorers
| #      | Naam              | Goal |
| ------ | ----------------- | ---- |
| 1.     | Chimera Ripa      | 7    |
| 2.     | Zoï van de Ven    | 4    |
| 3.     | Kristen McFarland | 2    |
| 3.     | Roos van der Veen | 2    |
| 5.     | Jet van Beijeren  | 1    |
| 5.     | Merel Bormans     | 1    |
| 5.     | Dana Foederer     | 1    |
| 5.     | Elze Huls         | 1    |
| 5.     | Eef Kerkhof       | 1    |
| 5.     | Jet van der Veen  | 1    |
| Totaal | Totaal            | 21   |

| #      | Naam           | Goal |
| ------ | -------------- | ---- |
| 1.     | Chimera Ripa   | 2    |
| 2.     | Nikée van Dijk | 1    |
| 2.     | Dana Foederer  | 1    |
| 2.     | Elze Huls      | 1    |
| 2.     | Nina Nijstad   | 1    |
| 2.     | Zoï van de Ven | 1    |
| Totaal | Totaal         | 7    |

### Kaarten
| #      | Naam              | Kreeg geel |
| ------ | ----------------- | ---------- |
| 1.     | Dana Foederer     | 5          |
| 2.     | Jet van der Veen  | 4          |
| 3.     | Merel Bormans     | 3          |
| 3.     | Dana Philippo     | 3          |
| 5.     | Kristen McFarland | 1          |
| 5.     | Nina Nijstad      | 1          |
| 5.     | Zoï van de Ven    | 1          |
| Totaal | Totaal            | 18         |

| #      | Naam           | Kreeg voor de tweede keer geel en dus rood |
| ------ | -------------- | ------------------------------------------ |
| –      | Geen speelster | 0                                          |
| Totaal | Totaal         | 0                                          |

| #      | Naam           | Weggestuurd |
| ------ | -------------- | ----------- |
| –      | Geen speelster | 0           |
| Totaal | Totaal         | 0           |

## Voetnoten
ADO Den Haag · 
Ajax · 
VV Alkmaar · 
Excelsior · 
Feyenoord · 
sc Heerenveen · 
PEC Zwolle · 
PSV · 
FC Twente